# Olympische Sommerspiele 2012/Rudern – Achter (Frauen)
Der Ruderwettbewerb im Achter der Frauen bei den Olympischen Spielen 2012 in London wurde vom 29. Juli bis zum 2. August 2012 auf dem Dorney Lake ausgetragen. 56 Athletinnen in 7 Booten traten an. 
Die Ruderregatta, die über 2000 Meter ausgetragen wurde, begann mit zwei Vorläufen. Die Boote auf Platz 1 qualifizierten sich direkt für das Finale, die anderen mussten in den Hoffnungslauf. Hier qualifizierten sich die ersten vier Boote für das Finale, das letzte Boot schied aus.
Die jeweils qualifizierten Boote sind hellgrün unterlegt.

## Titelträger
| Olympiasieger | Vereinigte Staaten Ruderinnen: Erin Cafaro, Lindsay Shoop, Anna Goodale, Elle Logan Anna Cummins, Zsuzsanna Francia, Caroline Lind, Caryn Davies Steuerfrau: Mary Whipple      | Peking 2008 |
| Weltmeister   | Vereinigte Staaten Ruderinnen: Esther Lofgren, Zsuzsanna Francia, Meghan Musnicki, Taylor Ritzel Jamie Redman, Amanda Polk, Caroline Lind, Elle Logan Steuerfrau: Mary Whipple | Bled 2011   |

## Vorläufe
29. Juli 2012

### Vorlauf 1
| Platz | Nation             | Athletinnen                                                                               | Zeit (min) |
| ----- | ------------------ | ----------------------------------------------------------------------------------------- | ---------- |
| 1     | Vereinigte Staaten | Cafaro, Francia, Lofgren, Ritzel, Musnicki, Logan, Lind, Davies, Whipple (Stf.)           | 6:14,68    |
| 2     | Australien         | Vermeersch, Chatterton, Smith, Cook, Gerrand, Hagan, Kehoe, Stanley, Patrick (Stf.)       | 6:20,89    |
| 3     | Großbritannien     | Whitlam, Reeve, Eddie, Maguire, Page, Vernon, Greves, Thornley, O’Connor (Stf.)           | 6:23,51    |
| 4     | Deutschland        | Schütte, Lepke, Schultze, Thiem, Sennewald, Drygalla, Marchand, Siering, Schwensen (Stf.) | 6:34,32    |

### Vorlauf 2
| Platz | Nation      | Athletinnen                                                                                               | Zeit (min) |
| ----- | ----------- | --- | ---------- |
| 1     | Kanada      | Hanson, Viinberg, Guloien, Wilkinson, Mastracci, Brzozowicz, Marquardt, Morin, Thompson (Stf.)            | 6:13,91    |
| 2     | Rumänien    | Cogianu, Albu, Grigoraș, Dorneanu, Lupașcu, Barabás, Cojocariu, Rotaru, Gîdoiu (Stf.)                     | 6:16,61    |
| 3     | Niederlande | Veenhoven, Kingma, Achterberg, de Groot, Repelaer van Driel, Belderbos, Bouw, de Haan, Schellekens (Stf.) | 6:18,98    |

## Hoffnungslauf
31. Juli 2012
| Platz | Nation         | Athletinnen                                                                                               | Zeit (min) |
| ----- | -------------- | --- | ---------- |
| 1     | Niederlande    | Veenhoven, Kingma, Achterberg, de Groot, Repelaer van Driel, Belderbos, Bouw, de Haan, Schellekens (Stf.) | 6:15,36    |
| 2     | Rumänien       | Cogianu, Albu, Grigoraș, Dorneanu, Lupașcu, Barabás, Cojocariu, Rotaru, Gîdoiu (Stf.)                     | 6:16,16    |
| 3     | Australien     | Vermeersch, Chatterton, Smith, Cook, Gerrand, Hagan, Kehoe, Stanley, Patrick (Stf.)                       | 6:18,63    |
| 4     | Großbritannien | Whitlam, Reeve, Eddie, Maguire, Page, Vernon, Greves, Thornley, O’Connor (Stf.)                           | 6:21,58    |
| 5     | Deutschland    | Schütte, Lepke, Schultze, Thiem, Sennewald, Drygalla, Marchand, Siering, Schwensen (Stf.)                 | 6:27,69    |

## Finale
2. August 2012, 13:30 Uhr MESZ

Anmerkung: zur Ermittlung der Plätze 1 bis 6
| Platz | Nation             | Athletinnen                                                                                               | Zeit (min) | Anmerkung                      |
| ----- | ------------------ | --- | ---------- | ------------------------------ |
| 1     | Vereinigte Staaten | Cafaro, Francia, Lofgren, Ritzel, Musnicki, Logan, Lind, Davies, Whipple (Stf.)                           | 6:10,59    |                                |
| 2     | Kanada             | Hanson, Viinberg, Guloien, Wilkinson, Mastracci, Brzozowicz, Marquardt, Morin, Thompson (Stf.)            | 6:12,06    |                                |
| 3     | Niederlande        | Veenhoven, Kingma, Achterberg, de Groot, Repelaer van Driel, Belderbos, Bouw, de Haan, Schellekens (Stf.) | 6:13,12    |                                |
| 4     | Rumänien           | Cogianu, Albu, Grigoraș, Dorneanu, Lupașcu, Barabás, Cojocariu, Rotaru, Gîdoiu (Stf.)                     | 6:17,64    |                                |
| 5     | Großbritannien     | Whitlam, Reeve, Eddie, Maguire, Page, Vernon, Greves, Thornley, O’Connor (Stf.)                           | 6:18,77    |                                |
| 6     | Australien         | Vermeersch, Chatterton, Smith, Cook, Gerrand, Hagan, Kehoe, Stanley, Patrick (Stf.)                       | 6:18,86    |                                |
| 7     | Deutschland        | Schütte, Lepke, Schultze, Thiem, Sennewald, Drygalla, Marchand, Siering, Schwensen (Stf.)                 | -          | im Hoffnungslauf ausgeschieden |

Seit Einführung dieser Bootsklasse 1976 ist es erst das zweite Mal (nach 1976), dass es keine Medaille für ein rumänisches Boot gibt.